# Hałyna Zubczenko
Hałyna Zubczenko (ur. 1929 w Kijowie, zm. 2000) – ukraińska malarka.
Urodziła się w 1929 r. w Kijowie w rodzinie naukowców. Edukację artystyczną zaczęła we wczesnym dzieciństwie, najpierw indywidualnie u Ochrima Krawczenki, a później kolejno w Republikańskiej Szkole Artystycznej i Państwowym Instytucie Sztuki w Kijowie, gdzie w 1959 r. ukończyła edukację.
Od lat 50. podróżowała przez zamieszkiwane przez Łemków części Karpat, gdzie poznawała lokalną tradycję i malowała tamtejsze krajobrazy oraz mieszkańców. Zajmowała się również projektowaniem witraży oraz dekoracji architektonicznych, zwłaszcza mozaik. W 1967 r. poślubiła Gregora Pryszedko, z którym tworzyła dekoracje budynków w Kijowie, m.in. Instytutu Onkologii czy Instytutu Badań Nuklearnych.